# Чемпионат Европы по плаванию на короткой воде 2012
20-й чемпионат Европы по плаванию на короткой воде проходил с 22 по 25 ноября 2012 года во французском Шартре.
Было разыграно 40 комплектов наград (по 19 у мужчин и женщин и в двух смешанных эстафетах ).
Успешнее всего выступили французские пловцы, завоевавшие 29 медалей (из них 12 золотых).
Россиянин Владимир Морозов стал обладателем семи медалей чемпионата (двух золотых, четырёх серебряных и бронзовой).

## Медальный зачет
Страна-организатор 
| Место | Страна         | Золото | Серебро | Бронза | Всего |
| ----- | -------------- | ------ | ------- | ------ | ----- |
| 1     | Франция        | 12     | 6       | 11     | 29    |
| 2     | Дания          | 6      | 4       | 2      | 12    |
| 2     | Венгрия        | 6      | 4       | 2      | 12    |
| 4     | Россия         | 5      | 5       | 2      | 12    |
| 5     | Италия         | 4      | 2       | 3      | 9     |
| 6     | Украина        | 2      | 2       | 3      | 7     |
| 7     | Чехия          | 1      | 2       | 4      | 7     |
| 8     | Великобритания | 1      | 2       | 2      | 5     |
| 9     | Испания        | 1      | 2       | 1      | 4     |
| 10    | Беларусь       | 1      | 1       | 1      | 3     |
| 11    | Польша         | 1      | 0       | 0      | 1     |
| 12    | Бельгия        | 0      | 2       | 1      | 3     |
| 12    | Эстония        | 0      | 2       | 1      | 3     |
| 12    | Словения       | 0      | 2       | 1      | 3     |
| 15    | Израиль        | 0      | 1       | 2      | 3     |
| 16    | Финляндия      | 0      | 1       | 1      | 2     |
| 16    | Норвегия       | 0      | 1       | 1      | 2     |
| 18    | Хорватия       | 0      | 1       | 0      | 1     |
| 19    | Ирландия       | 0      | 0       | 1      | 1     |
| 19    | Нидерланды     | 0      | 0       | 1      | 1     |
| Всего | Всего          | 40     | 40      | 40     | 120   |

## Медалисты

### Мужчины
| Дистанция                       | Золото | Золото        | Серебро | Серебро     | Бронза | Бронза     |
| ------------------------------- | --- | ------------- | --- | ----------- | --- | ---------- |
| 50 м в/с                        | Флоран Маноду · Франция | 20.70         | Владимир Морозов · Россия | 20.89       | Фредерик Буске · Франция | 20.97      |
| 100 м в/с                       | Владимир Морозов · Россия | 45.68         | Евгений Лагунов · Россия | 46.52       | Янник Аньель · Франция | 46.80      |
| 200 м в/с                       | Янник Аньель · Франция | 1:41.46       | Питер Тиммерс · Бельгия | 1:43.08 NR  | Грегори Малле · Франция | 1:43.21    |
| 400 м в/с                       | Янник Аньель · Франция | 3:37.54       | Габриэле Детти · Италия | 3:41.66     | Андреа Д’Арриго · Италия | 3:42.32    |
| 1500 м в/с                      | Грегорио Пальтриньери · Италия | 14:27.78      | Сергей Фролов · Украина | 14:30.87 NR | Антони Паннье · Франция | 14:41.97   |
| 50 м спина                      | Жереми Стравьюс · Франция | 23.28         | Гай Барнеа · Израиль | 23.46 NR    | Владимир Морозов · Россия | 23.47      |
| 100 м спина                     | Жереми Стравьюс · Франция | 49.70         | Бенжамен Стазьюлис · Франция | 50.31       | Дамиано Лестинджи · Италия | 51.35      |
| 200 м спина                     | Радослав Кавецкий · Польша | 1:48.51 CR NR | Петер Бернек · Венгрия | 1:49.41 NR  | Бенжамен Стазьюлис · Франция                                                                                                  | 1:51.81    |
| 50 м брасс                      | Фабио Скоццоли · Италия | 26.18         | Александер Хетланд · Норвегия | 26.20       | Дамир Дугонич · Словения | 26.24 NR   |
| 100 м брасс                     | Фабио Скоццоли · Италия | 57.25         | Мартти Альянд · Эстония | 57.75       | Джакомо Перес-Дортона · Франция                                                                                               | 57.76      |
| 200 м брасс                     | Вячеслав Синькевич · Россия | 2:04.55       | Игорь Борисик · Украина | 2:05.12     | Андрей Коваленко · Украина | 2:05.21    |
| 50 м баттерфляй                 | Рафаэль Муньос · Испания | 22.53         | Фредерик Буске · Франция | 22.54       | Андрей Говоров · Украина | 22.72      |
| 100 м баттерфляй                | Евгений Коротышкин · Россия | 49.98         | Рафаэль Муньос · Испания | 50.39       | Мехди Метелла · Франция | 50.66      |
| 200 м баттерфляй                | Ласло Чех · Венгрия | 1:52.11       | Виктор Бромер · Дания | 1:53.38 NR  | Йоэри Верлинден · Нидерланды                                                                                                  | 1:53.47    |
| 100 м комплекс                  | Владимир Морозов · Россия | 51.89         | Петер Манкоч · Словения | 52.64       | Мартти Альянд · Эстония | 52.92 NR   |
| 200 м комплекс                  | Ласло Чех · Венгрия | 1:52.74 NR    | Жереми Стравьюс · Франция | 1:54.00 NR  | Галь Нево · Израиль | 1:55.14    |
| 400 м комплекс                  | Ласло Чех · Венгрия | 4:00.99       | Давид Веррасто · Венгрия | 4:02.54     | Галь Нево · Израиль | 4:04.80    |
| Эстафета 4×50 м в/с             | Франция · Флоран Маноду (20.83) · Фредерик Буске (20.65) · Жереми Стравьюс (21.00) · Амори Лево (20.83) · Жорис Юсташ* · Грегори Малле* · Мехди Метелла*             | 1:23.31       | Россия · Владимир Морозов (20.78) · Андрей Гречин (21.21) · Евгений Лагунов (20.84) · Виталий Сырников (21.16) · Евгений Коротышкин* | 1:23.99 NR  | Бельгия · Эмануэль Ванлюшен (21.75) · Питер Тиммерс (21.27) · Йорис Гранджан (21.58) · Яспер Арентс (21.00) · Стейн Депипере* | 1:25.60 NR |
| Эстафета 4×50 м комбинированная | Франция · Жереми Стравьюс (23.47) · Джакомо Перес-Дортона (26.12) · Фредерик Буске (22.58) · Флоран Маноду (20.18) · Дориан Ганден* · Ромен Сассо * · Грегори Малле* | 1:32.35       | Россия · Владимир Морозов (23.59) · Олег Утехин (26.50) · Евгений Коротышкин (22.52) · Евгений Лагунов (21.26) · Виталий Сырников*   | 1:33.87     | Чехия · Мартин Бадюра (24.51) · Петр Бартунек (26.70) · Михал Ледл (22.97) · Томаш Плевко (21.00)                             | 1:35.18    |

WR - рекорд мира; ER - рекорд Европы; CR - рекорд чемпионатов Европы, NR - национальный рекорд.
- - Участвовали только в предварительном заплыве, но также получили медаль.

### Женщины
| Дистанция                       | Золото | Золото        | Серебро | Серебро    | Бронза | Бронза     |
| ------------------------------- | --- | ------------- | --- | ---------- | --- | ---------- |
| 50 м в/с                        | Александра Герасименя · Беларусь                                                                                   | 23.85 NR      | Трийн Альянд · Эстония | 24.24      | Джанетт Оттесен · Дания                                                                                                 | 24.24      |
| 100 м в/с                       | Вероника Попова · Россия                                                                                           | 52.86 NR      | Джанетт Оттесен · Дания | 53.13      | Шарлотта Бонне · Франция                                                                                                | 53.23      |
| 200 м в/с                       | Камиль Мюффа · Франция                                                                                             | 1:52.20       | Шарлотта Бонне · Франция | 1:54.00    | Вероника Попова · Россия                                                                                                | 1:54.20    |
| 400 м в/с                       | Камиль Мюффа · Франция                                                                                             | 3:54.85 WR    | Лотте Фрийс · Дания | 3:58.85    | Корали Балми · Франция                                                                                                  | 3:59.80    |
| 800 м в/с                       | Лотте Фрийс · Дания                                                                                                | 8:10.24       | Ханна Майли · Великобритания                                                                                                  | 8:15.66    | Айми Уиллмотт · Великобритания                                                                                          | 8:18.90    |
| 50 м спина                      | Лор Маноду · Франция                                                                                               | 26.78 NR      | Саня Йованович · Хорватия | 26.84      | Симона Баумртова · Чехия                                                                                                | 26.97      |
| 100 м спина                     | Дарина Зевина · Украина                                                                                            | 57.07         | Лор Маноду · Франция | 57.70      | Симона Баумртова · Чехия                                                                                                | 58.08      |
| 200 м спина                     | Дарина Зевина · Украина                                                                                            | 2:01.97 CR NR | Алексианн Кастель · Франция                                                                                                   | 2:03.23    | Симона Баумртова · Чехия                                                                                                | 2:03.43    |
| 50 м брасс                      | Петра Чокова · Чехия                                                                                               | 30.02 NR      | Рикке Мёллер Педерсен · Дания                                                                                                 | 30.25      | Сисерика Макмахон · Ирландия                                                                                            | 30.34 NR   |
| 100 м брасс                     | Рикке Мёллер Педерсен · Дания                                                                                      | 1:04.12 CR NR | Петра Чокова · Чехия | 1:05.50 NR | Марина Гарсия Урсаинки · Испания                                                                                        | 1:05.82 NR |
| 200 м брасс                     | Рикке Мёллер Педерсен · Дания                                                                                      | 2:17.26       | Марина Гарсия Урсаинки · Испания                                                                                              | 2:20.57 NR | Анна Дзеркаль · Украина                                                                                                 | 2:21.94 NR |
| 50 м баттерфляй                 | Джанетт Оттесен · Дания                                                                                            | 25.21         | Александра Герасименя · Беларусь                                                                                              | 25.53 NR   | Мелани Эник · Франция                                                                                                   | 25.76      |
| 100 м баттерфляй                | Илария Бьянки · Италия                                                                                             | 56.40 NR      | Кимберли Бёйс · Бельгия | 57.00 NR   | Джанетт Оттесен · Дания                                                                                                 | 57.13      |
| 200 м баттерфляй                | Катинка Хошсу · Венгрия                                                                                            | 2:05.78       | Стефания Пироцци · Италия | 2:06.09    | Алессия Польери · Италия                                                                                                | 2:06.63    |
| 100 м комплекс                  | Катинка Хошсу · Венгрия                                                                                            | 58.83         | Жужанна Якабош · Венгрия | 59.15      | Шивон-Мари О’Коннор · Великобритания                                                                                    | 59.72      |
| 200 м комплекс                  | Катинка Хоссу · Венгрия                                                                                            | 2:05.78       | Ханна Майли · Великобритания                                                                                                  | 2:06.21 NR | Жужанна Якабош · Венгрия                                                                                                | 2:06.66    |
| 400 м комплекс                  | Ханна Майли · Великобритания                                                                                       | 4:23.47 ER    | Катинка Хошсу · Венгрия | 4:23.91 NR | Жужанна Якабош · Венгрия                                                                                                | 4:25.61    |
| Эстафета 4×50 м в/с             | Дания · Джанетт Оттесен (24.34) · Келли Рибер Расмуссен (24.59) · Джули Левисен (24.73) · Пернилле Блуме (24.44)   | 1:38.10       | Финляндия · Эмилия Пиккарайнен (25.09) · Лотта Невалайнен (24.29) · Лаура Курки (24.21) · Ханна-Мария Сеппяля (24.54)         | 1:38.13    | Беларусь · Юлия Хитрая (25.12) · Александра Герасименя (23.68) · Оксана Демидова (25.10) · Светлана Хохлова (24.49)     | 1:38.39    |
| Эстафета 4×50 м комбинированная | Дания · Кристина Томсен (28.16) · Рикке Мёллер Педерсен (29.83) · Джанетт Оттесен (25.10) · Пернилле Блуме (24.32) | 1:47.41       | Чехия · Симона Баумртова (26.98) · Петра Чокова (29.34) · Лусия Свецена (26.59) · Анета Печанцова (24.76) · Барбора Завадова* | 1:47.67    | Франция · Лор Маноду (27.04) · Фанни Бабу (31.01) · Мелани Эник (25.33) · Анна Сантаманс (24.32) · Бериль Гастальделло* | 1:47.70    |

WR - рекорд мира; ER - рекорд Европы; CR - рекорд чемпионатов Европы; NR - национальный рекорд.
- - Участвовали только в предварительном заплыве, но также получили медаль.

### Смешанные эстафеты
От команды выступают две женщины и два мужчины в произвольной последовательности
| Дистанция                       | Золото | Золото     | Серебро | Серебро    | Бронза | Бронза     |
| ------------------------------- | --- | ---------- | --- | ---------- | --- | ---------- |
| Эстафета 4×50 м в/с             | Франция · Фредерик Буске (20.97) · Флоран Маноду (20.35) · Камиль Мюффа (24.39) · Анна Сантаманс (23.93) · Амори Лево* · Мехди Метелла* · Шарлотта Бонне* · Бериль Гастальделло[c] | 1:29.64 NR | Россия · Андрей Гречин (21.53) · Владимир Морозов (20.45) · Вероника Попова (24.07) · Розалия Насретдинова (24.36) · Виталий Сырников* | 1:30.41 NR | Финляндия · Ханна-Мария Сеппяля (24.74) · Лаура Курки (24.11) · Андрей Туомола (21.72) · Ари-Пекка Лиукконен (21.17) · Лотта Невалайнен* | 1:31.74 NR |
| Эстафета 4×50 м комбинированная | Франция · Жереми Стравьюс (23.13) · Флоран Маноду (25.90) · Мелани Эник (25.61) · Анна Сантаманс (24.10) · Хлоя Кредевилль* · Жюстин Брюно* · Фредерик Буске*                      | 1:38.74 NR | Словения · Аня Чарман (27.19) · Дамир Дугонич (25.57) · Петер Манкоч (22.20) · Настя Говейшек (24.83)                                  | 1:39.79 NR | Норвегия · Лавранс Солли (24.08) · Александер Хетланд (25.78) · Моника Йоханнессен (26.06) · Сесиль Йоханнессен (24.18)                  | 1:40.10 NR |

- - Участвовали только в предварительном заплыве, но также получили медаль.